# Stopplaats Koudeweg
Koudeweg (Kd) was een stopplaats tussen Sint Annaparochie en Sint Jacobiparochie aan de voormalige spoorlijn Stiens - Harlingen. De stopplaats was geopend tot 1 december 1940.